# Tiangong 1
Tiangong 1 (che significa Palazzo Celeste o "Tempio del Cielo") è stato il primo laboratorio orbitale cinese lanciato nello spazio. La messa in orbita originariamente pianificata per la fine del 2010, è stata successivamente posticipata al 2011.
Pensato e costruito come laboratorio-test per esperimenti e attracco delle varie navette Shenzhou che l'hanno visitato dei due anni di vita programmata, esso fa parte del ben più ampio Programma Tiangong che ambisce ad avere nello spazio una stazione orbitante cinese da 20 tonnellate (su modello della Mir) entro il 2022 e in Tiangong un modulo di rifornimento, chiamato Tianzhou.
A causa di un malfunzionamento il laboratorio ha subito un rientro atmosferico non controllato il 2 aprile 2018 alle 0:16 UTC (2:16 ora italiana) sull'Oceano Pacifico meridionale, tra le Isole Cook e Tahiti secondo i dati rilevati dalla rete di Sorveglianza spaziale.

## Concezione
Con una lunghezza di 10,4 m e una altezza massima di circa 3,5 m, ed un peso di poco più di 8 tonnellate. Tiangong era composto da un modulo di servizio, un modulo laboratorio e un modulo di attracco dotato di sistema di tipo APAS per il collegamento tra il laboratorio e le navicelle Shenzhou. Nel secondo modulo, alla cui estremità si trovava il sistema per l'aggancio, gli astronauti potevano vivere e condurre attività di ricerca, disponendo di una quindicina di metri cubi di volume utile. Nel modulo di servizio erano presenti i sistemi necessari al funzionamento del laboratorio, compresi i serbatoi per i propellenti ed altri impianti primari come i motori.
L'alimentazione elettrica era garantita da una coppia di pannelli solari alari agganciati alla sezione di minore diametro.

## Lancio
Il lancio, previsto inizialmente per il 17 agosto 2011, è stato posticipato al 29 settembre a causa di un lancio fallito di un vettore Lunga Marcia 2C.  Il lancio, effettuato alle 13:16 UTC dal centro spaziale di Jiuquan, ha portato la Tiangong nell'orbita terrestre (LEO) e dopo 2 manovre di correzione orbitali, ha portato il laboratorio ad un apogeo di 362 km. Il 10 ottobre Tiangong ha trasmesso a Terra la prima foto scattata dal suo apparecchio fotografico di bordo.

## Vita operativa
La vita operativa della Tiangong-1 era di circa due anni e, in questo lasso di tempo, si sono succedute 3 missioni. Per primo è arrivato lo Shenzhou 8, un veicolo automatico di rifornimento, lanciato senza equipaggio il 1º novembre 2011; essa è servita per testare le capacità di aggancio nello spazio tra le 2 navicelle, rappresentando una prima assoluta nel campo spaziale cinese. In seguito hanno attraccato 2 missioni umane nel 2012 la Shenzhou 9, e l'anno successivo la Shenzhou 10, entrambe abitate con un equipaggio formato da tre astronauti con il compito di effettuare test e vari esperimenti. Il primo equipaggio che ha abitato il laboratorio è rimasto in orbita per 13 giorni, di cui 6 sul laboratorio, ed un anno dopo l'equipaggio della Shenzhou 10 ha abitato il laboratorio per 11 giorni. Dopo quest’ultima, la stazione Tiangong-1 è rimasta deserta anche se gli esperimenti a bordo hanno continuato a funzionare e i dati raccolti hanno permesso di monitorare le condizioni degli oceani e delle aree verdi del pianeta, contribuendo anche a definire le zone più colpite durante l'alluvione della città cinese di Yuyao.
Ma anche quest’attività di monitoraggio è cessata verso la fine del 2016, quando l’agenzia spaziale cinese ha messo in orbita la sua seconda stazione spaziale, la Tiangong-2, progettata per mettere a punto nuove tecnologie spaziali, tra cui il rifornimento automatico di propellente.

## Interruzione delle comunicazioni e rientro in atmosfera
A fine marzo 2016, l'Agenzia spaziale cinese ha comunicato di non ricevere più i dati di telemetria del laboratorio dal giorno 21. Ciò ha implicato che il programmato rientro controllato in atmosfera, con distruzione sicura nelle acque dell'Oceano Pacifico non è stato possibile, lasciando incertezza su data e luogo di rientro. In un anno la stazione è passata dai 360 km di quota media nel dicembre 2016 ai 290 km dei primi di dicembre 2017, aumentando sempre la velocità di discesa. Le previsioni sulla data di rientro sono rimaste largamente incerte per lungo tempo, con una finestra da fine marzo a metà di maggio 2018 a causa di variazioni nell'alta atmosfera che possono essere generate da eruzioni solari, modificando così il momento del rientro; allo stesso modo, la zona di rientro è rimasta indeterminabile fino alle ultime ore, rimanendo nella fascia compresa fra 42,7 gradi di latitudine nord e 42,7 sud vincolata dai parametri orbitali. Il rientro nell'atmosfera della Tiangong 1 è avvenuto alle 0:16 UTC del 2 aprile 2018 (2:16 ora italiana 2 aprile) sull'oceano Pacifico meridionale, tra le Isole Cook e Tahiti secondo i dati rilevati dalla rete di Sorveglianza spaziale.

## Missioni verso la stazione
| Missione    | Data di lancio  | Data di atterraggio | Equipaggio                                   | Permanenza sul laboratorio |
| ----------- | --------------- | ------------------- | -------------------------------------------- | -------------------------- |
| Shenzhou 8  | 31 ottobre 2011 | 17 novembre 2011    | Senza equipaggio                             |                            |
| Shenzhou 9  | 16 giugno 2012  | 29 giugno 2012      | Jing Haipeng - Liu Wang - Liu Yang           | 6 giorni e 17 ore          |
| Shenzhou 10 | 11 giugno 2013  | 26 giugno 2013      | Niè Hǎishèng - Zhang Xiaoguang - Wang Yaping | 11 giorni e 18 ore         |
| Totale      | 3               | 3                   | 6 astronauti                                 | 18 giorni e 11 ore         |